# Ludovic Chelle
Ludovic Guillaume Edouard Chelle (Tolosa, 3 gennaio 1983) è un ex cestista francese con cittadinanza maliana.

## Carriera
Con il Mali ha disputato i Campionati africani del 2009.